# Aranđelovac
Aranđelovac (cyr. Аранђеловац) – miasto w Serbii, w okręgu szumadijskim, siedziba gminy Aranđelovac. W 2011 roku liczyło 24 797 mieszkańców.
Jest położony w Szumadii. Posiada status uzdrowiska. Znajdują się tu źródła wód mineralnych, eksploatowane od połowy XIX wieku. Rozlewa się tu wodę „Knjaz Miloš”.
W 1960 roku otwarto miejscową politechnikę (Visoka tehnološka škola).